# دانشگاه آلتهیا
دانشگاه آلتهیا (پس از یونانی ἀλήθεια، «حقیقت») یک دانشگاه خصوصی در تامسوئی، نیو تایپه و مادو، تاینان در تایوان است. این دانشگاه توسط جورج لزلی مکی به عنوان کالج آکسفورد تأسیس شد. این مؤسسه پیوند نزدیک به کلیسای پروتستان در تایوان دارد و یکی از قدیمی‌ترین موسسات آموزش عالی در این کشور است.
در سال ۱۸۷۲، جورج لزلی مکی، مبلغی از کلیسای پروتستان در کانادا برای ساخت و ساز ساختمان اصلی مدرسه اخذ کرد. او این مؤسسه را «کالج آکسفورد» (به خاطر تشکر از ساکنان شهرستان آکسفورد در انتاریو، کانادا که کمک‌های مالی کرده بودند) نامید. کالج آکسفورد در سال ۱۸۸۲ تکمیل شد. در ابتدا دوره‌هایی در الهیات، مطالعات کتاب مقدس، جامعه‌شناسی، منطق، ادبیات کلاسیک چین، تاریخ چین، علوم طبیعی، و پزشکی پایه، آناتومی، و شیوه‌های بالینی در این کالج ارائه می‌شد. کالج آکسفورد نمونه اولیه موسسات به سبک غربی و آموزش عمومی در تایوان بود.

## فارغ التحصیلان قابل توجه
- امرسون تسای، بازیگر، مجری تلویزیون و خواننده
- کوئینی تای، بازیگر